# Селіски
Селі́ски — село в Україні, в Устилузькій міській територіальній громаді Володимирського району Волинської області. В офіційних джерелах також зустрічається назва Селиськи.

## Географія
Село розташоване на лівому березі річки Золотуха.

## Історія
У 1906 році село Коритницької волості Володимир-Волинського повіту Волинської губернії. Відстань від повітового міста 12 верст, від волості 26. Дворів 18, мешканців 100.

## Сьогодення
Населення становить 81 особу. Кількість дворів — 30. З них 1 новий (після 1991 р.).
В селі працює фельдшерсько-акушерський пункт, торговельний заклад.
В селі доступні такі телеканали: УТ-1, 1+1, Інтер, СТБ, Обласне телебачення. Радіомовлення здійснюють Радіо «Промінь», Радіо «Світязь», Радіо «Луцьк».
Село газифіковане. Дороги з твердим покриттям в задовільному стані. Наявне постійне транспортне сполучення з районним та обласним центрами.
У серпні 2015 року село увійшло до складу новоствореної Устилузької міської громади.
12 червня 2020 року, відповідно до розпорядження Кабінету Міністрів України № 708-р «Про визначення адміністративних центрів та затвердження територій територіальних громад Волинської області», увійшло до складу Устилузької міської територіальної громади.
19 липня 2020 року, в результаті адміністративно-територіальної реформи та ліквідації  Володимир-Волинського району(1940—2020), село увійшло до новоутвореного Володимир-Волинського району (від 18 липня 2022 Володимирського).

## Населення
Згідно з переписом УРСР 1989 року чисельність наявного населення села становила 92 особи, з яких 40 чоловіків та 52 жінки.
За переписом населення України 2001 року в селі мешкало 80 осіб.

### Мова
Розподіл населення за рідною мовою за даними перепису 2001 року:
| Мова       | Відсоток |
| ---------- | -------- |
| українська | 98,77 %  |
| російська  | 1,23 %   |